# چه کسی یهودی است؟
چه کسی یهودی است؟ یک پرسش اساسی در مورد هویت یهودی است. این پرسش معمولاً در مورد این است که چه کسی یهودی تلقی می‌شود که خود شامل بخش‌های فرهنگی، مذهبی، ژنتیکی و فردی است. این پرسش در زمان جنگ جهانی دوم توسط آلمان نازی بسیار پراهمیت گردید و قوانین نورنبرگ در رابطه با آن بودند.
تعریف اینکه چه کسی یهودی است بر اساس نظر خود یهودیان دربارهٔ خودشان و نظر غیریهودیان (جنتیل‌ها) در رابطه با آنان متفاوت است. این به دلیل آن است که یهودیت بر خلاف اسلام و مسیحیت مخلوطی از دین، نژاد و تأبعیت است و بسته به اینکه کدام قسمت مورد توجه قرار بگیرد، تعریف آن متفاوت است. این مسئله مشکلات زیادی به خصوص در اسرائیل ایجاد کرده‌است. از سال ۱۹۶۲ دادگاه‌های زیادی در اسرائیل برای تشخیص یهودی بودن یک فرد تشکیل شده‌است.
بر اساس میشنا که پایه و اساس تلمود است یک فرد یا بر اساس زاده شدن از مادر یهودی، یهودی است. از این رو بر خلاف اسلام و مسیحیت کسی که از دین خارج شده باشد همچنان یهودی محسوب می‌گردد. راه دیگر یهودی بودن فرد بر اساس گرویدن به یهودیت است. ولیکن یهودیت دین تبلیغی نیست و معمولاً یهودیان تمایلی به یهودی کردن بقیه مردم ندارند.
وابستگی به قوانین یهودیت ربانی اخذ شده از تلمود مشکلات زیادی ایجاد کرده‌است که از آن جمله:
- فرزندان مادر غیریهودی (جنتیل): که از یک پدر یهودی زاده شده‌اند آیا یهودی محسوب می‌شوند یا خیر.
- تغییر دین: چه رویه‌هایی برای تغییر دین وجود دارد و آیا این تغییر معتبر است؟
- از بین رفتن هویت یهودی: آیا جمعی از یهودیان که در طی چندین نسل دیگر از قوانین یهودی تبعیت نمی‌کنند یهودی محسوب می‌شوند؟
- آیا چنین افرادی باید جزو گروه یهودیان وارد شوند؟
- تابعیت اسرائیلی: چگونه قوانین به دست آوردن تابعیت اسرائیلی بر اساس قوانین پایهٔ اسرائیل خواهد بود.

## درتلمود
بر اساس نظر تاریخدان شای کوهن، در تورات، فرزندان ازدواج بین دو دین، بر پایهٔ دین پدر دین‌شان تعیین می‌شد. ولیکن در قانون شرعی امروزی یهودی که از تلمود گرفته شده‌است، یهودی بودن تنها بر اساس داشتن مادر یهودی است. او برای این تغییر در قوانین دو دلیل ذکر می‌کند: میشنا ممکن است بر اساس مخلوط شدن هر دوچیزی که مخلوط شوند نظر داده باشد. از این رو ازدواج مخلوط ممنوع است، همانگونه که مخلوط شدن اسب و الاغ ممنوع است و در هر دو حالت فرزندان از طرف مادر تعیین می‌شوند. ثانیاً ممکن است که این امر به خاطر تأثیرپذیری از قوانین رومی صورت گرفته باشد.

## در یهودیت امروزی
بر اساس نظر امروزی یهودیان، یک فرد یا بر اساس به دنیا آمدن از مادری یهودی یا بر اساس تغییر دین یهودی محسوب می‌شود. بر اساس هلاخا (فقه یهودی) یک فرد یهودی باید از مادری یهودی به دنیا آمده باشد. همچنین تنها قبول کردن قوانین یهودی باعث یهودی شدن فرد نمی‌شود. همانگونه که کسانی که یهودی به دنیا آمده‌اند با توقف اجرای شریعت یهودی یا تغییر دین همچنان یهودی محسوب می‌شوند.
یهودیان رفرم معمولاً اعتقاد دارند که یهودی بودن از طریق پدر منتقل خواهد شد.

## یهودی زاده
بر اساس هلاخا، برای تعیین وضعیت فرزندان باید به وضعیت والدین نگاه کرد. اگر هر دو والد یهودی باشند، فرزند نیز یهودی است و فرزند می‌تواند وضعیت پدر را نیز به دست آورد (مثلاً کوهن باشد). اگر یکی از والدین مشکل ژنتیکی داشته باشد (که از رابطه‌ای که بر اساس شریعت یهودی مورد قبول نیست به دنیا آمده باشد) آنگاه آن فرزند نیز این مشکل را خواهد داشت. از این رو برای کوهن بودن هر دو والد باید یهودی بدون مشکل ژنتیکی باشند. اگر یکی از دو والد یهودی نباشد، فرزند وضعیت مادر را خواهد داشت. از این رو اگر مادر یهودی باشد، فرزند یهودی است و اگر مادر یهودی نباشد، فرزند نیز یهودی نیست. فرزند ممکن است بتواند با تغییر دین یهودی شود.
تمامی یهودیان ارتدوکس و محافظه کار این قوانین هلاخایی را قبول دارند. یهودیان رفرم و لیبرال این قوانین هلاخایی را تعیین‌کننده نمی‌دانند و اعتقاد دارند در صورتی که یکی از والدین یهودی باشد و فرزند را یهودی تربیت کند او یهودی محسوب می‌شود. آن‌ها برای این مطلب داستان یوسف و موسی را از تورات ذکر می‌کنند که هر دو با غیر اسرائیلی (جنتیل) ازدواج کردند. از این رو روحانیون یهودی رفرم معمولاً اگر یکی از والدین یهودی باشد و در طول بزرگ شدن فرزند قوانین و جشنهای یهودی نظیر بار میتزوا و بت میتزوا انجام شده باشد او را یهودی می‌دانند. از این رو یهودیان رفرم بیشتر تأکید بر یهودی بزرگ شدن دارند.
یهودیان قرائی که یکی از شاخه‌های بسیار قدیمی یهودیت هستند نیز تأکید بر یهودی بودن از طریق پدر دارند و اشاره می‌کنند که نام دوازده قبیله اسرائیل نامهای مردانه‌است و شخصیتهای تورات اکثراً بر اساس نام پدر مورد اشاره قرار می‌گیرند. ولیکن امروزه تعداد یهودیان قرائی بسیار کم است و اکثریت یهودیان دنیا بر اساس قوانین تلمود به انتقال نسل یهودی از طریق مادر معتقدند.
این نوع قوانین دوگانه بین گروه‌های رفرم و ارتدوکس مشکلات زیادی ایجاد کرده‌است. از این رو ممکن است یک فرد به دلیل داشتن پدر یهودی از طرف یهودیان رفرم یهودی تلقی شود ولیکن از طرف یهودیان ارتدوکس یهودی نباشد. این مسئله در اسرائیل مشکلات بیشتری ایجاد کرده‌است زیرا اهمیت یهودیت ارتدوکس در اسرائیل بیشتر از آمریکا است.

## یهودی شدن
بیشتر گروه‌های یهودی امروز، تغییر مذهب را راهی برای یهودی شدن می‌دانند. ولیکن بعضی از این تغییر مذهبها از نظر بعضی شاخه‌ها درست محسوب نمی‌شود.
از این رو یهودیان ارتدوکس تنها تغییر مذهبی را قبول دارند که توسط یهودیان ارتدوکس انجام شده باشد. به دلیل اینکه یهودی شدن در بقیه شاخه‌ها آسانتر است و نیازی به پابندی به قوانین ارتدوکس ندارد یهودیان ارتدوکس تغییر مذهب توسط بقیه یهودیان را قبول ندارند.

## یهودیان تغییر دین داده
به صورت کلی در یهودیت، فردی که از مادر یهودی زاده شود حتی اگر به دین دیگری در بیاید یهودی محسوب می‌شود. ولیکن یهودیان رفرم اعتقاد دارند که یهودی که به دین دیگر در بیاید دیگر یهودی نیست (هر کسی که به عیسی اعتقاد پیدا کند از یهودیت خارج شده‌است).
در زمانهای قدیم یهودی که به مسیحیت یا اسلام درمی‌آمد طرد می‌شد و لیکن این طرد شدن موقعیت آن‌ها را به عنوان یهودی زاده از بین نمی‌برد.
در یهودیت برای کسانی که یهودی زاده شده‌اند و لیکن امروزه دیگر وظایف دین یهودی را انجام نمی‌دهند یا به دین دیگری درآمده‌اند لغت خاصی به نام مشومدیم (عبری: משומדים) وجود دارد که معنیش آن است که آن‌ها هنوز یهودی هستند.
یهودی که از دین یهودیت خارج شود آزاد است که در هر زمان به یهودیت بازگردد. تمام شاخه‌های یهودیت از بازگشت افراد یهودی زاده به یهودیت استقبال می‌کنند.
این قانون بر فرزندان مادری چنین افرادی نیز صدق می‌کند. از این رو افرادی که از نسل یهودی هستند حتی با گذشت چندین نسل در صورت داشتن مادری یهودی زاده همچنان یهودی محسوب می‌شوند. در بعضی گروه‌ها سند و مدرک معتبرتری برای اثبات یهودی زاده بودن برای چنین افرادی مورد نیاز است یا گاهی احتیاج دارند که در مراسم یهودی شدن مجدد نیز شرکت کنند.
قوانین بازگشت به یهودیت برای کسانی که دین خود را به یهودی تغییر داده‌اند نیز معمولاً مشابه‌است. ولیکن سختگیری در مورد آن‌ها بیشتر است زیرا بر اساس نظر روحانیون یهودی آنان انگیزه واقعی برای تغییر دین نداشته‌اند.

## نژاد یهودی
نژاد یهودی کسی است که یهودی زاده باشد ولیکن لزوماً از قوانین یهودی تبعیت نکند. چنین فردی ممکن است فرد مذهبی نبوده باشد ولیکن خود را یهودی به لحاظ فرهنگی و فامیلی می‌داند.
این اصطلاح ممکن است به افراد زیادی از دینهای مختلف گفته شود زیرا یهودیت دارای بعدی ژنتیکی نیز می‌باشد.
بسیاری از این افراد فعالیتهای مذهبی خود را انجام نمی‌دهند ولیکن دارای وابستگی فرهنگی به فرهنگ و قوم یهودی هستند. این افراد ممکن است که در بقیه غیر یهودیان حل شده باشند ولیکن معمولاً بیشتر در بین افرادی سکونت می‌کنند که وابستگی به فرهنگ یهودی وجود داشته باشد.
بعضی از این افراد، بیدین، دارای شک در دین، یا تابع دینهای دیگر نظیر مسیحیت، بوداییسم یا اسلام هستند. بسیاری از یهودیان مذهبی به این یهودیان نژادی نزدیک شده و از آنان درخواست می‌کنند که دوباره به یهودیت بازگردند. بعضی از گروه‌های حسیدی (مانند خبد لوباویچ) این فعالیت و دعوت را با شدت بیشتری دنبال می‌کنند.
قوانین مهاجرت اسرائیل به یک فرد تابعیت اسرائیل اعطا می‌کند در صورتی که بتوانند ثابت کنند که یکی از جدهای آن‌ها و نه فقط جد مادری یهودی بوده‌است. این به معنای آن نیست که طرف یهودی محسوب می‌شود ولیکن از نظر قوانین اسرائیلی این امر برای تعلق خاطر به یهودیت کافی است.

## از نظر مذهبی
از نظر دیدگاه روحانیون یهودی هلاخا تعیین‌کننده یهودی بودن یک فرد است. از این رو تنها باور داشتن به اصول یهودیت یک فرد را یهودی نمی‌کند. از این رو حتی اگر فردی از ۶۱۳ قانون تورات تبعیت نکند یا به دین دیگری در بیاید یهودی بودن خود را از دست نمی‌دهد. از این رو فرزندان هر مادر یهودی، یهودی محسوب می‌شوند حتی اگر از دین برگشته باشند. با این تعریف هر فردی که از مادر یهودی زاده شده باشد، حتی اگر خود به این امر آگاه نباشد یا حتی دین دیگری را دنبال کند، تا زمانی که نسل مادری او یهودی باشد، یهودی محسوب می‌شود. بر همین اساس فرزندان پدر یهودی و مادر غیر یهودی، یهودی محسوب نمی‌شوند.
کسانی که از مادر یهودی به دنیا نیامده باشند می‌توانند با طی مراسمی یهودی شوند. این افراد معمولاً گرویدگان صالح نامیده می‌شوند. این افراد باید قول بدهند که اصول یهودیت مانند شبات را اجرا کنند.

### یهودیان قرائی
یهودیان قرائی معتقدند یهودی بودن از طریق پدر منتقل می‌شود. آن‌ها به تلمود و قانون شفاهی اعتقاد ندارند و معتقدند که هر یهودی خود باید تورات را مطالعه کند. امروزه درصد بسیار کمی از یهودیان دنیا قرائی هستند و اکثریت یهودیان قرائی در گذر زمان از بین رفته‌اند.

### یهودیان رفرم
یهودیان رفرم نوکیشان را قبول می‌کنند. بر اساس قانون سال ۱۸۹۳ این نوکیشان حتی نیازی به ختنه شدن نیز ندارند.

### مشکلات
مشکلات زیادی برای تعیین آنکه چه کسی یهودی است به وجود آمده‌است.
یک مشکل بزرگ آن است که یهودیان رفرم و لیبرال در آمریکا و انگلیس قانون شرعی هلاخا را تغییر داده‌اند و تفسیر جدیدی از یهودی بودن ارائه کرده‌اند.
همچنین مشکل دیگر آن است که یهودیان ارتدوکس تغییر دین توسط بقیه یهودیان را قبول ندارند. از این رو تغییر دین توسط غیر ارتدوکس‌ها در بین گروه‌های ارتدوکس قابل قبول نیست.
مشکل دیگر در مورد کسانی پیش می‌آید که به دین دیگری درآمده‌اند. بر اساس نظر سنتی این افراد هنوز یهودی محسوب می‌شوند. ولیکن یهودیان رفرم اعتقاد دارند چنین افرادی یهودی نیستند. این افراد معمولاً یهودیان مسیحی نامیده می‌شوند زیرا آن‌ها عیسی ابن مریم را به عنوان مسیح موعود قبول کرده‌اند.
مشکل دیگری در مورد مسائل ازدواج و تغییر دین در اسرائیل است. از آنجا که روحانیون ارتدوکس مسائل ازدواج و تغییر دین را در اسرائیل مدیریت می‌کنند، اگر فردی از نظر آنان یهودی محسوب نشود نمی‌تواند با یک یهودی ازدواج کند. با اینکه در سالهای گذشته مقررات تغییر دین در مورد افراد دارای پدر یهودی سختگیرانه تر بود اکنون این قوانین مقداری ساده‌تر شده‌است. ولیکن در چندین سال گذشته با نفوذ بیشتر گروه‌های حاردی تمامی افراد به صورت پیش فرض غیریهودی (جنتیل) محسوب می‌شوند تا خلاف آن ثابت شود.

## وضعیت قانونی در اسرائیل
اسرائیل دارای یک سری قوانین به عنوان قانون اساسی نیست. ولیکن تعریف آنکه چه کسی یهودی است یکی از مسائل مهم مربوط به مهاجرت به اسرائیل است.

### آزمایش یهودیت
از سال ۲۰۱۰ هر کسی که بعد از سال ۱۹۹۰ به اسرائیل مهاجرت کرده و قصد طلاق یا ازدواج دارد باید آزمایش یهودیت بدهد. به این منظور جلسه دادگاهی با حضور روحانیون یهودی تشکیل می‌شود و فرد مورد نظر باید مدارکی مربوط به یهودی بودن مادر و مادران نسل مادری خود تا ۴ نسل قبل ارائه کند (این مطلب در مورد یهودیان اتیوپیایی ۷ نسل است). همچنین فرد باید مدارک قانونی که در آن ملیت یا دین فرد یهودی ذکر شده باشد نشاندهد.
در مورد کسانی که دسترسی به این مدارک ندارند مشکلات زیادی وجود دارد. دو گروه عمده‌ای که مشکلات زیادی دارند:
- مهاجران شوروی سابق.
- مهاجران آمریکایی که در مدارک آن‌ها یهودی بودن یا دین آن‌ها ذکر نشده‌است. وقتی این دادگاه به غیر یهودی بودن یک فرد رای دهد او حق اعتراض ندارد و ممکن است از اسرائیل اخراج شود.

### قانون بازگشت
بعد از تأسیس کشور اسرائیل در سال ۱۹۴۸، قانون بازگشت تدوین شد که در آن به هر یهودی اجازه مهاجرت به اسرائیل و تابعیت اسرائیلی داده می‌شد. ولیکن به دلیل اینکه قانونگذاران در مورد اینکه چه کسی یهودی است دارای اختلاف بودند این مسئله در قانون تدوین نشد و به مرور زمان رسمی شد. از این رو معمولاً تعریف هلاخایی برای آن در نظر گرفته می‌شود.
این قانون همچنین اجازه مهاجرت به اسرائیل را به کسانی که فرزندان یا نوه‌های یهودیان هستند حتی اگر در حال حاضر دارای دین دیگری هستند می‌دهد. بر این اساس تخمین زده می‌شود که حدود ۳۰۰۰۰۰ غیر یهودی یا حتی مسیحیانی که به کلیسا می‌رفتند از اتحاد جماهیر شوروی به اسرائیل مهاجرت کردند زیرا دارای اجداد یهودی بودند.
در تعریف کنونی قانون اسرائیل، یهودیان مسیحی، یا یهودیانی که عیسی بن مریم را به عنوان مسیح موعود قبول کرده باشند حق مهاجرت ندارند.
این قانون بازگشت با قانون یهودی بودن متفاوت است و تنها بیانگر حق مهاجرت به اسرائیل است.

### قوانین ازدواج و طلاق در اسرائیل
در مورد ازدواج، طلاق و دفن شدن که توسط وزارت امور داخلی اسرائیل مدیریت می‌شود، تعریف هلاخایی چه کسی یهودی است اعمال می‌شود.

### ملیت یهودی
یهودی بودن یک فرد در اسرائیل به عنوان ملیت او تلقی می‌شود. از این رو کسی که بر اساس تعریف هلاخایی به عنوان یهودی محسوب شود که کارت هویت از وزارت امور داخلی دارد.

## تعریفهای دیگر
تعریفهای دیگری نیز از اینکه چه کسی یهودی است ارائه شده‌است. این تعریفها بر اساس ژنتیک (کروموزومY هارون برادر موسی) یا نظرات یهود ستیزانه‌است.

### یهود ستیزان
در این تعریف یهودی بودن یک فرد برای غیر یهودیان (جنتیلها) اهمیت زیادی پیدا می‌کند. این مسئله ممکن است باعث تبعیض یا خشونت علیه آن‌ها شود.

### آلمان نازی
چون در آلمان قوانین خاصی علیه یهودیان تدوین شده بود نیاز به تعریف آنکه چه کسی یهودی است وجود داشت.
بر اساس قوانین نورنبرگ فردی یهودی محسوب می‌شد که ۳ یا ۴ جد یهودی داشت. کسانی که یک یا دو جد یهودی داشتند مخلوط محسوب می‌شدند. با تغییر دین از یهودیت به مسیحیت این تعریف عوض نمی‌شد و فرد یهودی می‌ماند. تنها افرادی که حداکثر دو جد یهودی داشتند می‌توانستند تابعیت آلمانی داشته باشند.
نازیها با شدت کمتری این قوانین را در مورد یهودیان قرائی دنبال می‌کردند. هرچند که در آلمان یهودیان قرائی بسیار کمیاب بودند و بیشتر در ترکیه و یونان و شوروی زندگی می‌کردند.
در فرانسه تحت حکومت آلمان نازی، یک فرد یهودی محسوب می‌شد اگر دو جد یا بیشتر یهودی داشت.
در حکومت ویشی در جنوب فرانسه یک فرد یهودی محسوب می‌شد اگر سه جد یهودی یا دو جد یهودی و زن یهودی داشت. برای مثال یک‌نیمه یهودی توسط آلمانی‌ها یهودی محسوب می‌شد ولیکن توسط حکومت ویشی غیر یهودی بود.

### نیمه یهودی
در آمریکا به دلیل ازدواج بین یهودیان و غیر یهودیان تعداد نیمه یهودیان به اندازه تعداد یهودیان رسیده‌است. این افراد خود را قسمتی یهودی می‌دانند.